# Angier
Angier è una città (Town) della Contea di Harnett, nella Carolina del Nord. Secondo il censimento del 2000 in città vi era una popolazione di 3.419 abitanti mentre secondo una stima del 2006 la popolazione in città era di 4.165 abitanti. La città è anche chiamata "The Town of Crepe Myrtles", dal nome della festa che ogni anno si svolge in città.

## Geografia fisica
Secondo l'United States Census Bureau, la città sorge su un'area di 6.0 km², dei quali, 5,9 km² di terraferma e lo 0,43% di acque interne.

## Scuole
- McGee's Crossroads Elementary School
- Angier Elementary School
- North Harnett Primary School
- Harnett Central Middle School
- Harnett Central High School

## Festività
La città annualmente ospità una festa cittadina, il Crepe Myrtle Festival, che attira in città circa 20.000 visitatori all'anno.
Ogni estate in città si svolge anche uno spettacolo, il Bike Fest event, che coinvolge molti motociclisti e ciclisti che si esibiscono in acrobazie per divertire gli spettatori.